# Kornowac
Kornowac (in tedesco Kornowatz) è un comune rurale polacco del distretto di Racibórz, nel voivodato della Slesia.
Ricopre una superficie di 26,3 km² e nel 2004 contava 4 707 abitanti.